# Рамзес IX
Рамсес IX — давньоєгипетський фараон з XX династії.

## Життєпис
Можливо, був сином Рамсеса VI й, таким чином, братом Рамсеса VII. За іншою версією, більш поширеною, був сином царевича Ментухерхепешефа, сина Рамсеса III. У будь-якому разі, Рамсес IX був онуком Рамсеса III та, відповідно, законним спадкоємцем. Матір'ю Рамсеса IX нині визнається цариця Тахат, яку названо «матір'ю фараона», не може бути віднесена до жодного іншого фараона XX династії.

### Возвеличення жрецтва Амона

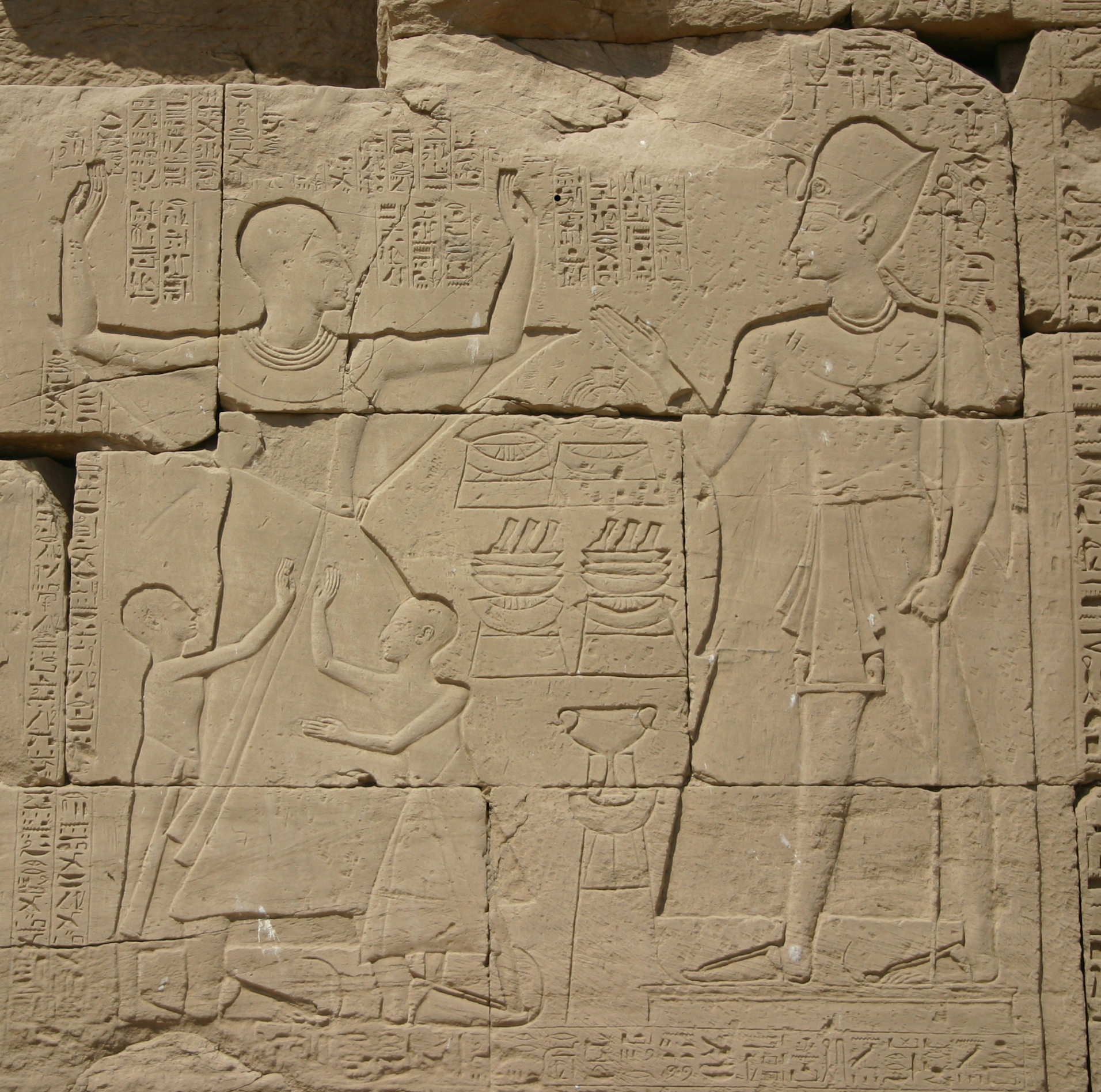
Верховний жрець Амона Аменхотеп перед Рамсесом IX. Рельєф у Карнаці. Аменхотеп зобразив себе одного зросту з фараоном

Уся повнота влади на півдні країни, у Фівах опинилась в руках верховного жерця Амона Аменхотепа, який після смерті свого батька Рамсеснахта й короткочасного перебування на тій посаді свого брата Несуамона, вступив на посаду верховного жерця Амона у 2-й рік правління Рамсеса IX. Спроби Рамсеса якось урізати права фіванського жрецтва не мали успіху. У своїх зображеннях Аменхотеп малював себе зростом рівним до фараона — вольність до того небувала.
Могутній жрець розпоряджався на власний розсуд м'яким фараоном й отримував від нього усілякі почесті. На 10-му році свого царювання Рамсес IX покликав Аменхотепа на великий передній двір храму Амона, де у присутності його політичних прибічників і клевретів нагородив його низкою пишних, багато прикрашених посудин з золота і срібла, а також коштовним камінням. Передаючи багаті дари верховному жерцю, фараон вимовив схвальну промову такого роду, що, читаючи її, можуть виникнути сумніви, чи сказана вона володарем підданому, чи ж підданим своєму володарю. Водночас, він повідомив Аменхотепу, що деякі прибутки, що раніше належали фараону, будуть надходити до скарбниці Амона. І хоча слова царя й не зовсім зрозумілі, імовірно, всі прибутки, що первинно йшли до царської казни, а відтоді мали надходити до скарбниці бога, повинні були збирати безпосередньо храмові писарі, завдяки чому храм певною мірою ставав на місце держави.

### Розграбування гробниць
Слабкість фараонової влади за Рамсеса позначилась також на його повній неспроможності захистити від грабіжників царські поховання на заході Фів. Так, на 16-му році його правління спалахнув великий скандал через випадки розграбування фіванських гробниць царів і цариць, що почастішали. Фіви адміністративно поділялись на два округи: Західний на лівому березі Нілу — некрополь, де були гробниці царів і вельмож, а також поселення робітників і майстрів, що їх обслуговували, та Східний — власне місто. Правитель Західного округу, Певеро, і правитель Східного, Песіур, ворогували й намагались навести наклеп одне на одного перед своїм загальним начальником, намісником усього фіванського округу Хемуасом. Якось Песіур отримав повідомлення, що у Західному окрузі грабують гробниці; Він кинувся повідомити про це Хемуасу. Хемуас зажадав доказів. Песіур відрядив за річку своїх людей та зрештою надав список пограбованих гробниць: десять царських, чотири гробниці жриць бога Амона та безліч склепів приватних осіб. Тоді Хемуас створив комісію для розслідування тієї справи, але Певеро потурбувався про те, щоб до неї потрапили його люди. Спеціальна комісія з дев'ятнадцяти високих сановників з 18-го по 22-й день III місяця сезону Ахет у 16-й рік правління Рамсеса IX перевіряла правильність заяви. Однак, тільки одна з зазначених царських гробниць, а саме Себекемсафа I та його дружини цариці Нубхаас, похованих разом, а також гробниці двох жриць дійсно виявились пограбованими. Решта поховань фараонів були визнані непорушеними. Було заарештовано близько двадцяти п'яти робітників некрополя, яких підозрював і назвав у своїй скарзі Песіур. Їх нещадно висікли й катували, після чого деякі зізнались у пограбуванні усипальниць.
Під час слідства з'ясувався також рівень корумпованості єгипетської влади й те як злодії за хабарі уникали покарань. Утім, попри все це подальше розслідування було припинено, до страти засудили тільки безпосередніх учасників пограбувань. Імовірно, комісія була зацікавлена в тому, щоб не приваблювати увагу фараона до стану справ у некрополі й тим самим не розгнівати його, а може члени того трибуналу самі отримували немалий прибуток, прикриваючи злодіїв. Тексти папірусів Еббота й Амгерста, що зберігаються у Британському музеї, містять цікаві дані про розкриття тих злочинів і покази грабіжників. На 19-му році правління Рамсеса IX були розграбовані гробниці Сеті I та Рамсеса II.

### Пам'ятники та зовнішня політика

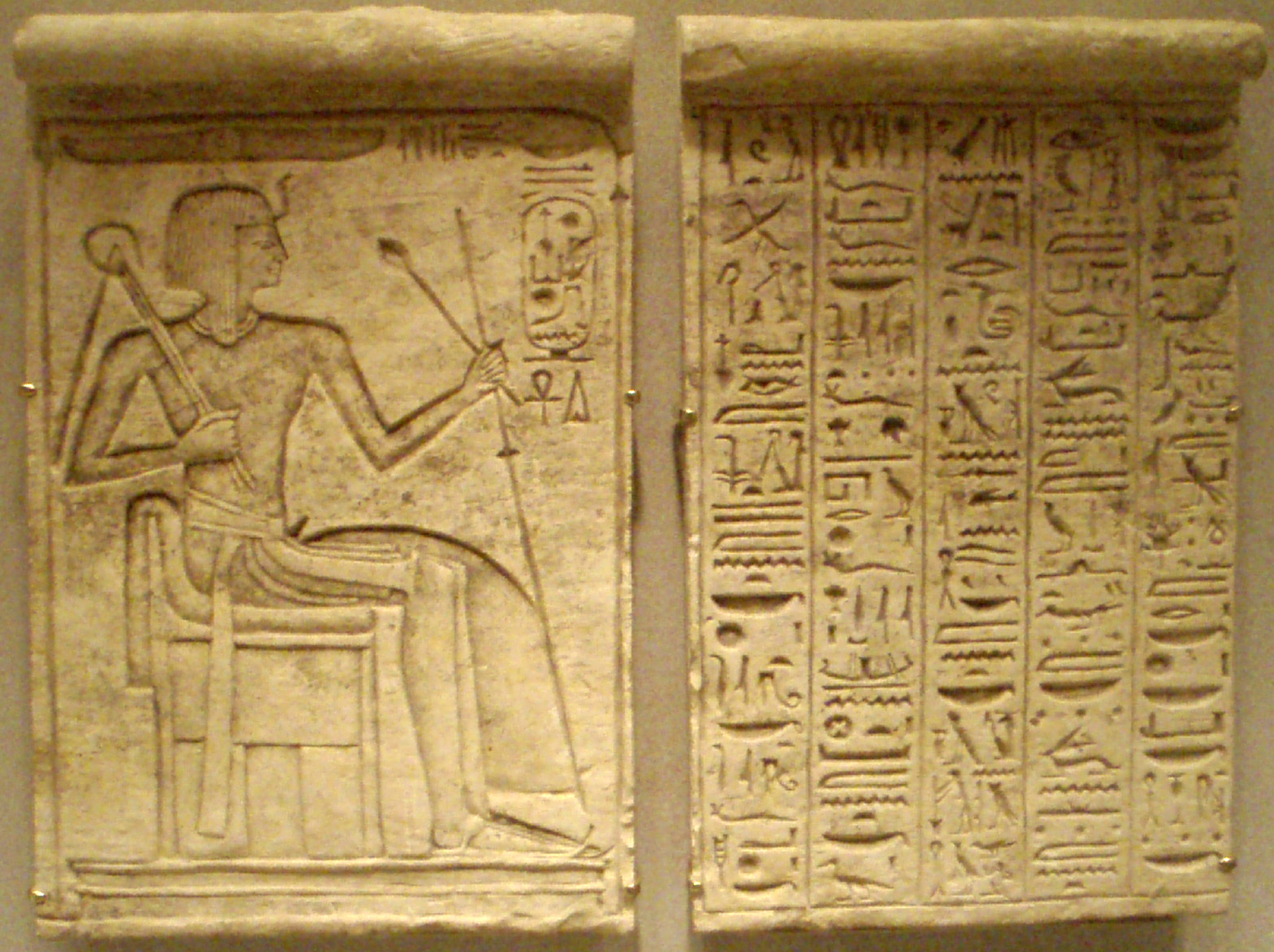
Рельєф фараона Рамсеса IX. Метрополітен-музей

Від тривалого правління Рамсеса IX збереглось лише кілька пам'ятників у Карнаці, Антинополі, Геліополі, Мемфісі й на острові Елефантина.
Документи щодо будь-якої зовнішньополітичної діяльності царя відсутні. У Нубії, знову замиреній, написи Рамсеса IX було виявлено у західній Амарі, Бухені, Семні. Зрештою, його ім'я було знайдено у оазі Дахла в пустелі далеко на захід від долини Нілу та в місті Гезер у Палестині, що може вказувати на рештки єгипетського впливу в Азії, хоч більшість володінь імперії Нового царства у Ханаані та Сирії звичайно ж були вже безповоротно втрачені до часів правління Рамсеса IX.

## Гробниця Рамсеса IX

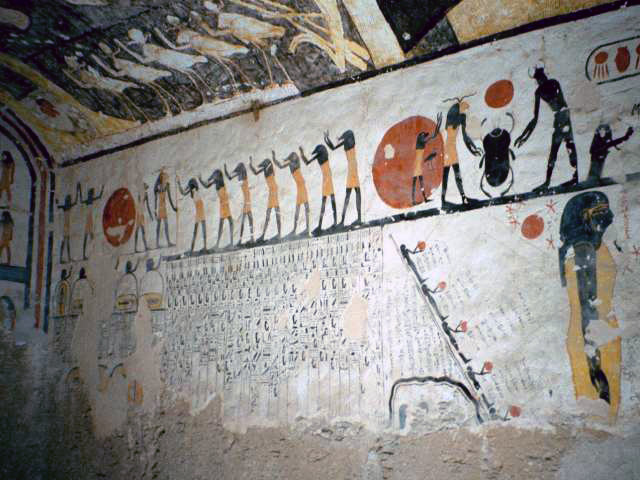
Обстановка у гробниці Рамсеса IX

Оздоблена пишними рельєфами, гробниця Рамсеса IX розміщується у Долині царів (KV6). Судячи з кількох десятків грецьких і латинських графіті на стінах, вона була відкрита ще у давнину. Кілька елементів поховального інвентарю з гробниці, в тому числі чудова дерев'яна статуя Ка Рамсеса IX, ушебті та статуетки духів нині зберігаються у Британському музеї.